# 中立民主黨
中立民主黨，是泰王國當前的政黨之一，她由前泰愛泰黨的政府內閣部長崇沙（Somsak Thepsuthin）創辦與2006年，主要寄望於曼谷週邊地區的選民支持。
該黨的總部設在曼谷市沙吞區。
 地址：
18th floor TPI Tower Narathiwatrajnakarin Road, Sathorn, Bangkok.
2007年曾經打算與愛祖國黨或者保王人民黨合併拼泰國大選，然而合併事宜沒有成功。

## 黨領導人
2007年10月15日召開黨內選舉大會，前保王黨總書記帕猜（Prachai Liewpairat）當選為黨主席，而創辦人崇沙之妻安濃婉（Anongwan Thepsuthin）當選總書記，開創了泰國政治中由女性擔任任何黨重要職務的先河。

## 競選綱領
主要政治承諾為一旦當選，實現曼谷地上、地下火車平價十五泰銖票價並維持十年不變，以便緩和城市交通的堵塞狀況。估計這個承諾將會耗資四億五千萬泰銖，另外承諾保證農產品的銷售市場。

## 外部連結
- 中立民主黨的網址
- 該黨的政治綱領 （泰文）